# Sava (stacja kolejowa)
Sava – stacja kolejowa w miejscowości Sava, w regionie Górna Kraina, w Słowenii.
Stacja jest zarządzana przez SŽ-Infrastruktura.

## Linie kolejowe
- Dobova – Lublana